# Полет 101 на „Файн Еър“
Полет 101 на „Файн Еър“ е редовен вътрешен товарен полет от международното летище „Маями“, Флорида, Маями, до международното летище в „Лас Америкас“, Калифорния, Лос Анджелис, Съединените американски щати, управляван от „Файн Еър“. На 7 август 1997 г. самолетът „Дъглас DC-8-61F“, който изпълнява полета, се разбива малко след излитане, като преди това не успява да набере височина, плъзга се по терена и преминава през автомобилен път, което причинява разпадане на фюзелажа, чийто останки се блъскат в паркирани автомобили на паркинг до няколко магазина. Всички 4 души на борда и 1 човек на земята загиват.
Националният съвет за безопасност на транспорта определя, че вероятната причина за инцидента е резултат от неправилно натоварване на самолета, което променя центъра на тежестта и съответно настройката на стабилизатора, а това предизвиква екстремно накланяне. Установено е и че авиокомпанията не упражнява оперативен контрол върху процеса на товарене, а Федералната авиационна администрация не наблюдава адекватно отговорностите за оперативния контрол на „Файн Еър“.